# Konovalove, Burîn
Konovalove (în ucraineană Коновалове) este un sat în comuna Hvîntove din raionul Burîn, regiunea Sumî, Ucraina.

## Demografie
Componența lingvistică a localității Konovalove
     Ucraineană (92,71%)
     Rusă (7,29%)
Conform recensământului din 2001, majoritatea populației localității Konovalove era vorbitoare de ucraineană (92,71%), existând în minoritate și vorbitori de rusă (7,29%).